# Majes (distrito)
O Distrito peruano de Majes é um dos vinte distritos que formam a Província de Caylloma, situada no Departamento de Arequipa, pertencente a Região Arequipa, Peru.

## Transporte
O distrito de Majes é servido pela seguinte rodovia:
- PE-1S, que liga o distrito de Lima (Província de Lima à cidade de Tacna (Região de Tacna - Posto La Concordia (Fronteira Chile-Peru) - e a rodovia chilena Ruta CH-5 (Rodovia Pan-Americana)
- AR-108, que liga o distrito de Uraca à cidade
- AR-109, que liga o distrito de San Antonio de Chuca à cidade
- AR-105, que liga o distrito à cidade de Puyca[1][2][3]